# Phương trình Clausius-Clapeyron
Phương trình Clapeyron là phương trình được thiết lập bởi kĩ sư và nhà vật lý học người Pháp Benoît Paul Émile Clapeyron (1799-1864), cho phép tính năng lượng chuyển pha L theo thể tích mol của một chất tinh khiết ở hai pha cân bằng của chất này. Nói chung, ta thường xét đến cân bằng giữa hai pha lỏng- khí hoặc rắn-khí và ta thu được một biểu thức thể hiện sự biến thiên của áp suất của hệ theo nhiệt độ của hệ như sau:
{\displaystyle {\frac {\mathrm {d} P}{\mathrm {d} T}}={\frac {L}{T\,\Delta V}}}
Trong đó {\displaystyle \Delta V} là hiệu thể tích mol của chất tinh khiết ở hai pha cân bằng đang xét và {\displaystyle L} là năng lượng chuyển pha của chất theo mol.
Công thức này được áp dụng một cách rất hiệu quả trong việc xét các cân bằng rắn-lỏng.Thật vậy, nhờ có công thức này mà ta có thể giải thích được tại sao ở một nhiệt độ không đổi, sự tăng áp suất làm tan chảy nước đá và một cách tổng quát hơn là sự giải thích tại sao hai pha cơ bản của nước là thể rắn và thể lỏng có thể cùng tồn tại ở những điều kiện áp suất và nhiệt độ khác nhau.
Công thức Clapeyron chỉ áp dụng được với những quá trình chuyển pha bậc một. Với những quá trình chuyển pha bậc hai, ta phải sử dụng đến công thức Ehrenfest.